# Frank Marshall
Frank James Marshall (10. srpna 1877, New York – 9. listopadu 1944, Jersey City) byl americký šachový velmistr, mistr USA v šachu v letech 1909–1936 a kandidát mistrovství světa. Zápas o titul mistra světa proti Laskerovi (1907) prohrál drtivě 0:8 při sedmi remízách. Patřil ke skupině vůbec prvních velmistrů, které tímto titulem obdařil ruský car Mikuláš II. roku 1914.
Podle Marshallova vlastního životopisu z roku 1942, který údajně napsal Fred Reinfeld, car Mikuláš II. udělil Marhallovi a dalším čtyřem finalistům titul velmistra. Šachový historik Edward Winter si povšiml, že poprvé se tenhle příběh objevuje v článku Lewise Taylora v červnovém čísle časopisu The New Yorker v roce 1940, čtvrt století po petrohradském turnaji.
Je po něm pojmenován Marshallův útok, ostrá gambitová varianta španělské hry, kterou vynalezl a poprvé použil v partii s Capablancou (viz ukázková partie v článku teoretická novinka).